# دار الأزياء العراقية
دار الازياء العراقية تم تاسيسها في عام 1970 لعرض الازياء العراقية الفلكلورية التي تصور تاريخ العراق من خلال أزياء الشعوب والأمم التي سكنت أرض العراق عبر مختلف الازمان، وكانت تستخدم أيضا لعرض آخر صيحات الازياء المحلية والعالمية آنذاك ولعرض تصاميم المصممين العراقيين، وبعد حرب الخليج الثانية عام 2003 وانتهاء حكم صدام حسين تعرضت الدار للسلب والنهب، ثم تم إعادة تعميرها واستخدمت البناية لاحقاً لتكون وزارة الثقافة العراقية، ثم عادت البناية بعد ذلك لدار الازياء العراقية مع تغيير اسم الدار إلى (الدار العراقية للأزياء) وتعتبر دار الأزياء من أهم معالم منطقة زيونة في بغداد من جهتها المطلة على شارع فلسطين.

## المدراء
المدراء العامين المتعاقبين على الدار العراقية للأزياء:
- - فريال كاظم عبد الحسين الكليدار (1970 - 2005)
- - ياسر نوري الراوي (2005-2006)
- - مي جوزيف رمو (2006-2008)
- - شيرين محمد عارف (2008 لغاية 5-6-2014)
- - باسمة هادي كاظم (5-6-2014 لغاية 9-11-2014)
- - فلاح حسن شاكر (9-11-2014 ولغاية 2-3-2015)
- - عقيل إبراهيم المندلاوي منذ 2-3-2015 ولغاية 30 - 9 - 2015)
- - محمد جميل عبد السيد (1-10-2015 ولغاية 16-11-2015
- - صباح نعمان خليل (17-11-2015 ولغاية 21-10-2017)[4]

- - عقيل إبراهيم المندلاوي منذ 22-10-2017 ولغاية 2021)[5]
- - عماد جاسم 2021 إلى تموز-2022
- - انعام عبد المجيد تموز-2022 إلى حزيران- 2023 [6]

## العروض التي قدمتها الدار في مختلف ارجاء العالم[7]
- 1971- أيطاليا /روما
- 1973- إسبانيا/ مدريد / برشلونة—تركيا / أزمير
- 1974- ألمانيا الديمقراطية /  معرض لايبزك—مصر/ القاهرة / ألإسكندرية
- 1975- تركيا / إسطنبول –- الجزائر/ الجزائر العاصمة - فرنسا / باريس - بلغاريا / صوفيا / بلوفديف
- 1976- ألمانيا الغربية / برلين / درسن
- 1977- سويسرا- جنيف / معرض لوزان—ألمانيا الغربية/ فرانكفورت / بون - إيطاليا / روما
- 1978- أليابان / طوكيو- يوغسلافيا / بلغراد – بولندا وارشو- النمسا / فيينا – سالزبورج.
- 1979-  السنغال / داكار- سوريا / دمشق- ألأردن / عمان—روسيا / موسكو/ كييف
- 1980—الولايات المتحدة ألأمريكية (واشنطن- نيويورك – لوس أنجلوس - ديترويت – سان فرانسسكو)
- الكويت / الكويت - المملكة المتحدة /لندن—فرنسا / باريس ــ إسبانيا (مدريد – غرناطة- إشبيلية) سويسرا (جنيف – لوزان- مؤتمر الممتلكات ألآثارية)
- 1981- جولة في دول الخليج العربي كافة
- 1982- المكسيك / خمس ولايات - أمريكا الجنوبية / ألأرجنتين – البرازيل- فنزويلا
- 1984- المملكة المتحدة – لندن - الولايات المتحدة/ نيويورك / ديترويت -  مصر- القاهرة
- 1985- الصين – خمس مقاطعات
- 1987- اليونان – فرنسا
- 1989- الكويت
- 1990- مصر / القاهرة ــ تونس ــ ألمانيا/ فرانكفورت / نورتبيرج
- 1993- نينوى – مهرجان الحضر الدولي
- 1995- ألأردن/ عمان—تونس / مهرجان قرطاج الدولي
- 1997- دولة ألأمارات العربية – دبي – أبو ظبي
- 1998- النمسا – فيينا – على هامش مهرجان ألأوبك
- 2000- إيطاليا- روما- فنزويلا – كاراكاس (على هامش مؤتمر الاوبك)
- 2001- فرنسا/ باريس (عروض منظمة اليونسكو).
- 2007- الجزائر- بمناسبة اختيارها عاصمة للثقافة العربية
- 2008- ألأردن – عمان- مسرح الملك حسين الثقافي
- 2009-  ألإمارات العربية المتحدة-ألأسبوع الثقافي العراقي – (ألأردن/ عمان- مسرح الملك عبد الله)– (بغداد/ عيد المراة- انتخابات اللجنة الاولبية- معرض بغداد الدولي- القدس عاصمة الثقافة العربية)/ (اربيل- الصداقة الدنماركية واقليم كردستان)/ (بغداد- عيد تأسيس اتحاد نساء كردستان).
- 2010- قطر / مهرجان الدوحة للثقافة العربية—الصين / بكين-مهرجان العالم العربي للثقافة - (مصر/القاهرة- مهرجان ألأسبوع الثقافي العراقي) – (النمسا/ فيينا مهرجان اوبك/ اليوبيل الذهبي-) بغداد مهرجان الملكية الفكرية الثالثة.
- 2011- لبنان- اسبوع سياحي تراثي عراقي / الجزائر- مهرجان تلمسان عاصمة الثقافة الإسلامية- (بغداد/ مؤتمر رامسار / احتفالية الصحفيين العراقيين- فعاليات أيام بغداد الثقافي على المسرح الوطني).
- 2012- بغداد/ احتفالية يوم المراة العالمي ـــ  احتفالية بالثقافة تزدهر الاوطان ــ  احتفالية بالمؤتمر الثاني للترجمة.
- 2013- احتفالية بغداد عاصمة الثقافة (اوبريت حقيقة العراق)
- 2014- احتفالية معرض بغداد الدولي

بلغ عدد مشاركات الدار العراقية للأزياء (195) عرض في مختلف دول العالم شملت أكثر من (55) دولة بالإضافة إلى أكثر من (250)عرض داخلي للفترة من (1970- 2003) والمشاركة في أكثر من (14) افتتاح وختام لمهرجان بابل الدولي.